# 髙木信孝
髙木 信孝（たかぎ のぶゆき、1968年2月26日 - ）は、日本の漫画家。男性。

## 経歴
大阪を本拠地とする一流家電メーカーで技術者をしながらBoo（ぶぅ）というペンネームで同人誌活動を行ってきたが、30歳のときに漫画家を目指して退職。
友人である脚本家の黒田洋介の脚本で執筆した『ココロ図書館』（『電撃大王』）で商業誌デビューを果たす。同作品は後にアニメ化された。

## 作風
制作のほとんどをパソコンを使用したデジタルで行なっており、吹き出し以外でコマ内に書かれるセリフや擬音などのいわゆる描き文字もほとんどが活字やその斜体や白抜きなどになっている。背景もCGなどを多用しており奥行きのある印象を与える。印刷を前提にデジタル彩色をしているため、RGBではなく最初からCMYKで色を塗っている。

## 作品一覧
- ココロ図書館（2001年 - 2002年、月刊コミック電撃大王、全3巻）
- PUREまりおねーしょん（2003年 - 2004年、月刊コミック電撃大王、全2巻）
- @ホーム（2005年 - 2006年、iアニメイト）
  - @ホーム 〜姉妹たちの想い〜（2006年、ドラゴンエイジピュア、全1巻）
- でじぱら（2005年 - 2010年、月刊コミック電撃大王、全5巻）
- マギーペール（2006年 - 2008年、コミックガム、全4巻）
- カシオペア・ドルチェ（2007年 - 2011年、コミック百合姫S、全3巻＊書き下ろし含む）
- リトルバスターズ!（原作：Key、構成：かくばやしつよし、2007年 - 2013年、電撃G's Festival! COMIC、全6巻）
- 放課後R（2014年 - 2017年 、コミックガム→サイコミ）